# Дембниця (Мазовецьке воєводство)
Дембниця (пол. Dębnica) — село в Польщі, у гміні Казанув Зволенського повіту Мазовецького воєводства.
Населення — 223 особи (2011).
У 1975-1998 роках село належало до Радомського воєводства.

## Демографія
Демографічна структура станом на 31 березня 2011 року:
|          | Загалом | Допрацездатний вік | Працездатний вік | Постпрацездатний вік |
| -------- | ------- | ------------------ | ---------------- | -------------------- |
| Чоловіки | 119     | 30                 | 78               | 11                   |
| Жінки    | 104     | 30                 | 55               | 19                   |
| Разом    | 223     | 60                 | 133              | 30                   |